# 제이블랙
제이블랙(1982년 12월 17일 ~ )은 대한민국의 안무가다. 본명은 조진수이며, 제이핑크라는 예명도 쓰고 있다. 한국체육대학교를 졸업했다.

## 방송
- 댄싱9 (2015)
- 마이 리틀 텔레비전 (2015~2016)
- 힛 더 스테이지 (2016)
- 최애 엔터테인먼트 (2020)
- 후즈 더 보스 (2022) - Top11
- WET! (WORLD EDM TREND!) (2023)

## 드라마
- 성스러운 아이돌 (2023) - 댄스 트레이너 (특별출연)

## 음반
- MBC 기억록 X 제이블랙 광복 74주년 기념 퍼포먼스 송 (2019)
- 넘사벽 인간 (2019)
- Move, Groove, Smooth (2020)

## 수상
- 4 DA NEXT LEVEL Vol.2’ 인터네셔널 배틀 우승
- 2015년 한류힙합문화대상 댄스부문 인기상